# Triple Nine Society
La Triple Nine Society (TNS) est une association internationale pour personnes adultes ayant un QI très élevé. Les personnes dont les résultats à un test standardisé démontrent un QI égal ou supérieur au 99,9e percentile de la population humaine peuvent y adhérer,.
La société reconnaît les résultats de plus de 20 tests d'intelligence et d'aptitude académique. TNS a été fondée en 1978 et, depuis 2010, est une organisation à but non lucratif 501(c)(7) incorporée en Virginie, aux États-Unis.
Il s'agit de la deuxième plus grande société de QI après Mensa. En février 2024, TNS comptait plus de 1 900 membres adultes dans 50 pays.

## Organisation
TNS est une société délibérément non hiérarchique dans laquelle les membres sont à la fois la principale source d'autorité et le principal moteur de l'activité. Elle est servie par un comité exécutif composé de neuf membres, dont six sont élus pour un mandat de deux ans et trois sont nommés.
En 2015, TNS a créé une filiale caritative 501(c)(3), la 'Triple Nine Society Foundation', afin d'offrir des bourses à des étudiants intellectuellement doués qui poursuivent des objectifs d'enseignement supérieur et de mener d'autres actions caritatives.

## Communication
TNS publie un journal bimestriel, Vidya, qui contient des articles, de la poésie, des énigmes et d'autres contenus créatifs rédigés par des membres compétents dans divers domaines, ainsi que les rapports des membres du bureau et d'autres affaires officielles de la société.
Les membres communiquent principalement en ligne sur le forum officiel TNS Discourse, par listes électroniques (dont une francophone), un groupe Facebook officiel en anglais et un groupe pour les francophones, des discussions en ligne hebdomadaires, et des conférences ainsi qu'une variété de sites non officiels allant de Discord à Telegram et des groupes spéciaux comme TNS Youth et TNS LGBTQ+.
Deux gros rassemblements sont organisés chaque année : 
- Le ggg999[8] en automne aux États-Unis. Le nom faisant référence à "Global General Gathering" (Rassemblement général mondial)
- L'egg999 au printemps, un rassemblement en Europe. Les non européens sont bien sûr invités également.

Une rencontre est organisée tous les mois à Paris par les membres franciliens.

## Résultats aux tests de qualification
Comme Mensa, TNS accepte les résultats d'autres examens standardisés pour admission. Les personnes qui pensent pouvoir devenir membres peuvent se rendre sur le site de TNS.
Le candidat doit présenter un score de qualification obtenu à l'un des tests standardisés reconnus par la société ; il s'agit notamment de tests de QI ainsi que de divers examens d'admission à l'université et de tests de classification militaire.
Pour les tests de QI, un score qualifiant correspond à un QI d'au moins 146 pour les tests avec un écart-type de 15 (par exemple, WAIS, Stanford-Binet 5), d'au moins 149 pour les tests avec un écart-type de 16 (par exemple, Stanford-Binet IV et CTMM), ou d'au moins 173 pour les tests avec un écart-type de 24 (par exemple, Cattell III-B).
TNS accepte également les résultats de tests standardisés dont la corrélation psychométrique avec le QI est bien établie, notamment le SAT, le GRE, le LSAT, l'ACT et le "Miller Analogies Test". Le score requis varie en fonction de l'année où ces tests ont été passés.
Les membres de la TNS proviennent de tous les milieux sociaux, pratiquent des professions diverses, et sont répartis dans environ 40 pays.